# Шанхай Експрес (филм)
„Шанхай Експрес“ (на английски: Shanghai Express) е американски драма филм на режисьора Йозеф фон Щернберг, който излиза на екран през 1932 година, с участието на Марлене Дитрих и Клайв Брук в главните роли.

## Сюжет
Филмът разказва историята на най-известната бяла проститутка и авантюристка в Китай Шанхай Лили, която се среща във влака с бившия си английски годеник Доналд Харви, който служи като хурург офицер в британската армия. В Китай кипи гражданска война и влакът е заловен от бунтовниците. Те вземат Харви за заложник и искат да му изгорят очите. За да спаси Доналд, Шанхай Лили обещава да стане любовница на революционния лидер.

## В ролите
| Актьор               | Роля                       |
| -------------------- | -------------------------- |
| Марлене Дитрих       | Шанхайската лилия/Мадлин   |
| Клайв Брук           | Капитан Доналд (Док) Харви |
| Анна Мей Уонг        | Хуей Фей                   |
| Уорнър Оланд         | Хенри Чанг                 |
| Лорънс Грант         | преподобния Кармайкъл      |
| Юджийн Палет         | Сам Солт                   |
| Густав фон Сейфертиц | Ерик Баум                  |
| Луиз Клозър Хейл     | г-жа Хагърти               |
| Емил Шотар           | майор Ленард               |

## Награди и номинации
- 1932 г. Печели награда Оскар за най-добра кинематография
- 1932 г. Номинация за награда Оскар за най-добър режисьор
- 1932 г. Номинация за награда Оскар за най-добър филм